# Шаде, Отто
Отто Ша́де (англ. Otto H. Schade, Sr., 27 апреля 1903 года, Шмалькальден — 28 апреля 1981 года, Уэст-Колдуэлл) — американский инженер германского происхождения, работавший в областях электровакуумной техники и телевидения. Наиболее известен как автор и популяризатор понятия модуляционной передаточной функции в обработке и передаче видеоизображений.
В 1926 году Шаде эмигрировал в США и устроился на фирму Этуотера Кента в Филадельфии. Через пять лет он перешёл в исследовательский отдел RCA, где проработал всю жизнь, до 1974 года. За время работы на RCA Шаде опубликовал около тридцати статей и стал автором 85 патентов.
Первыми признанными достижениями Шаде стали теоретическое обоснование работы лучевых тетродов и разработка первого американского лучевого тетрода 6L6 (1936). Следуя идее британца Оуэнса Харриса, Шаде и его коллеги совместили витки намотки управляющей и экранирующей сеток, но дополнили конфигурацию Харриса лучеобразующими пластинами, которые ограничивали сектора разлёта электронов. Новая лампа отличалась необычно высоким коэффициентом полезного действия, низкими нелинейными искажениями, и, в отличие от мощных пентодов, не страдала от перегрева экранирующей сетки. Металлическая 6L6 1936 года стала родоначальником крупнейшего, производящегося и в XXI веке, семейства мощных ламп. В 1943 году Шаде опубликовал две фундаментальные работы по теории и практике высоковольтных ламповых выпрямителей и сглаживающих фильтров, а в самом конце ламповой эры, в 1958 году, возглавил опытные работы, завершившиеся выпуском последнего поколения вакуумных ламп — нувисторов.
С 1938 года и до конца активной деятельности Шаде занимался теорией и технологиями телевидения. В 1944—1957 годы он работал над созданием практических методов анализа и оценки качества телевизионного изображения. Шаде ввёл в оборот понятие модуляционной передаточной функции (МПФ), которую считал универсальным мерилом качества изображения, и разработал практические способы измерения МПФ и шумов в реальных оптических, фотографических и электронно-оптических системах. Математический аппарат, опубликованный в работах Шаде 1948 и 1951—1955 годов, дал инженерам простое средство моделирования законченных видеосистем — от источника изображения до восприятия переданного образа человеком. Впоследствии Шаде работал над телевидением высокой чёткости (ТВВЧ). По заказу Пентагона Шаде разработал методику измерения и оценки разрешающей способности систем ТВВЧ, и практические образцы передающих трубок для таких систем. Электронные пушки конструкции Шаде, использовавшиеся в этих трубках, позволяли довести разрешающую способность видеокамеры до 100 линий на мм.
Работы Шаде были отмечены рядом профессиональных премий RCA, Института инженеров электротехники и электроники, Общества инженеров кино и телевидения и званием почётного доктора Института Ренсселера (1953).